# Пупин, Михаил
Миха́ил Идво́рский Пу́пин (серб. Михајло Идворски Пупин; 27 сентября [9 октября] 1858 года (по некоторым данным 22 сентября [4 октября]) — 12 марта 1935) — сербский и американский физик и физхимик.
Михаил Пупин более всего известен многочисленными изобретениями, в том числе способом увеличения дальности передачи телеграфных и телефонных сообщений по кабелям связи, получившим название пупинизация. Пупин был одним из основателей Национального консультативного комитета по воздухоплаванию — предшественника НАСА.
Член Национальной академии наук США (1905).

## Биография
Родился в деревне Идвор в семье крестьянина. Учился в начальной сельской школе, затем в средней школе в Панчево. Участвовал в протестных акциях сербских националистов и даже был факелоносцем на шествии, организованном Светозаром Милетичем. Под давлением австрийских властей вынужден был покинуть Панчево и уехать в Прагу, чтобы продолжить обучение. Там он познакомился с лидерами чешских националистов Ригером и Палацким и участвовал в акциях чешского освободительного движения.
После смерти отца в 1874 году эмигрировал в Соединённые Штаты Америки. В иммигрантском сортировочном центре ему предложили вакансию погонщика мулов. В разное время Михаил был грузчиком, маляром, угольщиком, рабочим на кондитерской фабрике и на других работах, но всё свободное время проводил в библиотеке Куперовского института (Cooper Union), где не переставал учиться.
В 1879 году поступил в Колумбийский колледж, где прославился как незаурядный спортсмен и студент, который не только успешно учился, но и помогал в учёбе отстающим студентам. В 1883 году окончил с отличием университет, получил диплом бакалавра и стал гражданином США.
Для продолжения обучения отправился в Европу. В Англии учился в Кэмбриджском университете. Докторскую диссертацию защитил в Берлинском университете под руководством Германа фон Гельмгольца. В 1889 году вернулся в Колумбийский колледж, чтобы стать преподавателем физики на недавно созданной кафедре электротехники.

## Исследовательская деятельность
Узнав в декабре 1895 года об открытии Рентгеном неизвестных лучей, проникающих через различные материалы и оставляющих следы на фотопластинке, Пупин был одним из первых, кто с помощью вакуумной трубки сделал успешные изображения. С флуоресцентным экраном, размещённым поверх фотопластинки, он сократил время экспонирования с одного часа до нескольких секунд. Снимок, сделанный 2 января 1896 года, представлял собой изображение руки пациента, наполненной оружейной дробью, и облегчил хирургу операцию по её извлечению.
Одно из его изобретений было связано с опубликованными теоретическими предпосылками Оливера Хэвисайда по уменьшению затухания передаваемого телеграфного и телефонного сигнала по кабелю путём искусственного увеличения его индуктивности — Хевисайду также принадлежала идея использовать для этой цели дополнительные катушки индуктивности (1893). Михаил Пупин смог рассчитать, сколько именно потребуется катушек индуктивности и какие должны быть интервалы между ними на телефонной линии, основываясь на аналитической механике Лагранжа. В 1894 году, изучая распространение волн в вибрирующей струне, он отметил, что волны рассеиваются медленнее, если к струне через одинаковые промежутки подвешены грузы, и применил это открытие к телефонной линии. В декабре 1899 он подал заявку, а в июне 1900 года получил патент.

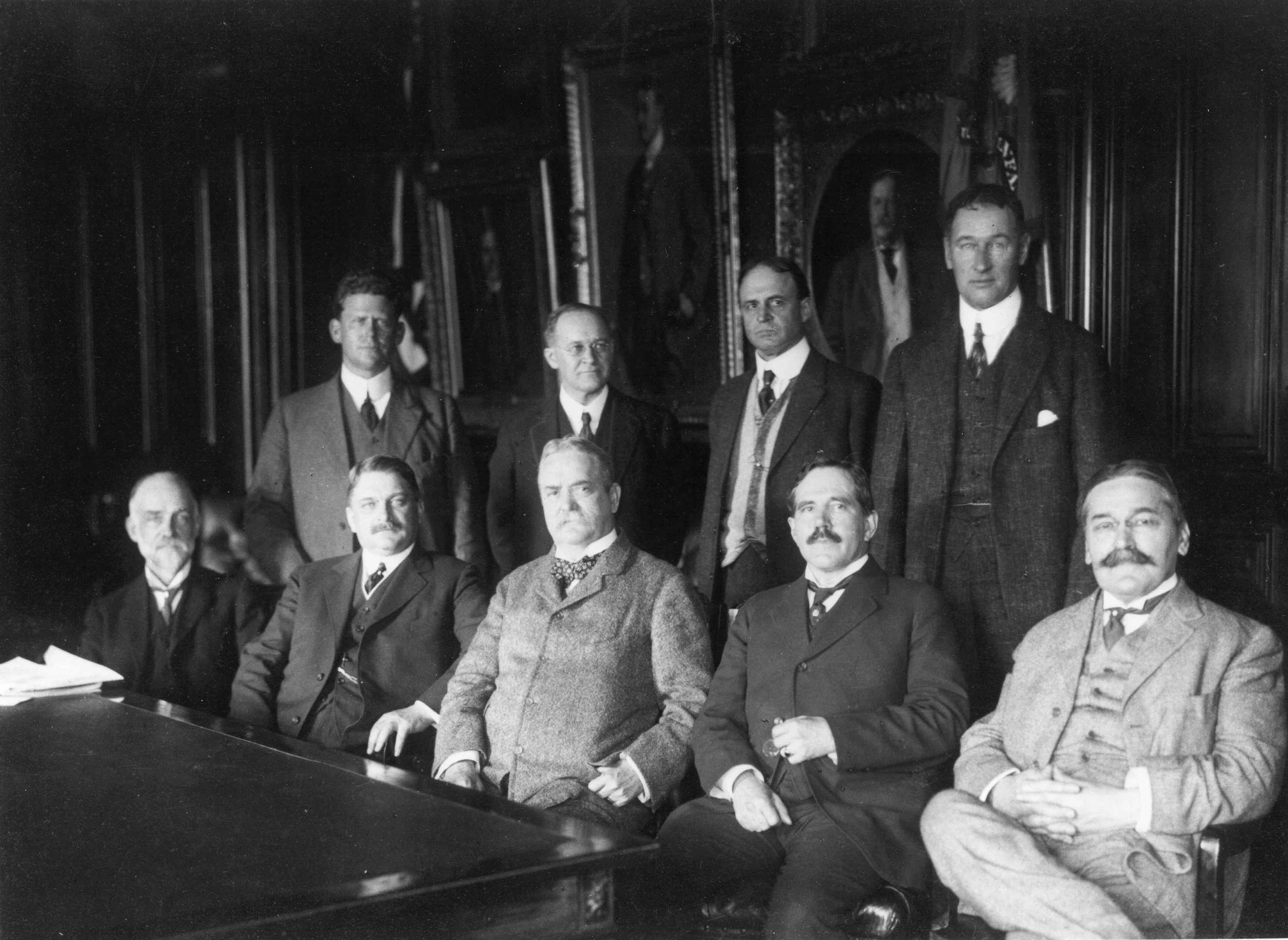
Первое собрание NACA в 1915 году. Михаил Пупин первый справа

## Общественная и благотворительная деятельность
В 1912 стал консулом Королевства Сербии в Нью-Йорке. В 1919 году принимал участие в работе Парижской мирной конференции. Его заслуги в переговорном процессе высоко оценил премьер-министр вновь образованного Королевства Сербов, Хорватов и Словенцев Никола Пашич. При содействии Михаила Пупина американские благотворительные организации предоставили гуманитарную помощь сербским сиротам, оставшимся без родителей из-за войны.

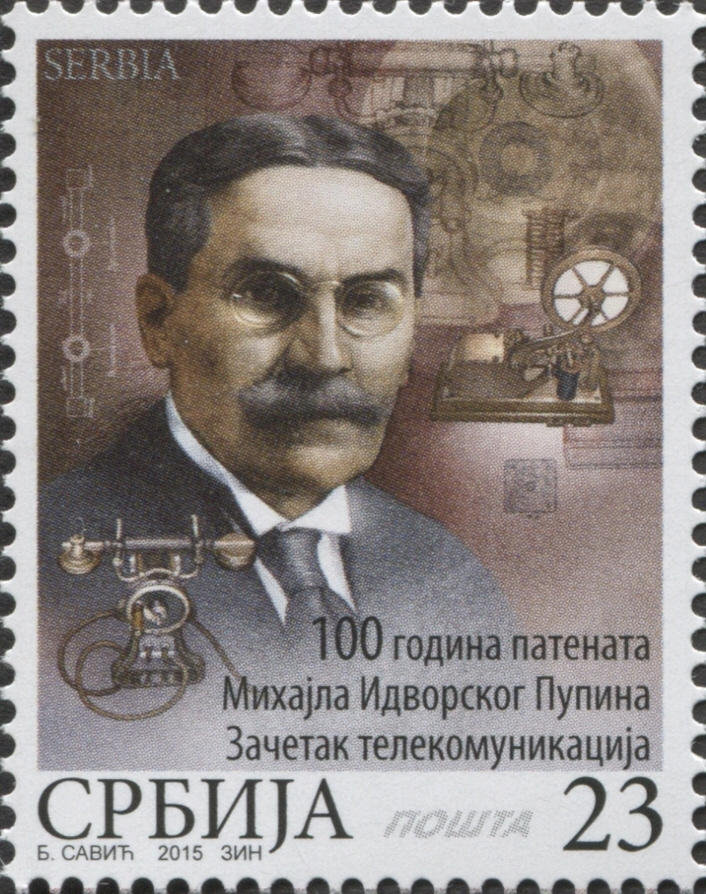
Почтовая марка Сербии к столетию патента Михаила Пупина

## Публикации
Статья в журнале The Independent (Нью-Йорк) от 13 июля 1914 года в связи с событиями накануне Первой мировой войны.

## Память
В 1935 году Международный астрономический союз присвоил имя Михаила Пупина кратеру на видимой стороне Луны.
В Белграде существует Научно-исследовательский институт имени Михаила Пупина. Именем Михаила Пупина названы бульвары в Белграде и Нови-Саде.